# マリー・フォン・ザクセン＝アルテンブルク (1854-1898)
マリー・フォン・ザクセン＝アルテンブルク（Marie von Sachsen-Altenburg, 1854年8月2日 - 1898年10月8日）は、ドイツのザクセン＝アルテンブルク公エルンスト1世の娘で、プロイセン王子アルブレヒトの妻。全名はマリー・フリーデリケ・レオポルディーネ・ゲオルギーネ・アウグステ・アレクサンドラ・エリーザベト・テレーゼ・ヨゼフィーネ・ヘレーネ・ゾフィー（Marie Friederike Leopoldine Georgine Auguste Alexandra Elisabeth Therese Josephine Helene Sophie von Sachsen-Altenburg）。

## 生涯
ザクセン＝アルテンブルク公エルンスト1世とその妻でアンハルト公レオポルト4世の娘であるアグネスとの間に長女として生まれた。弟のゲオルクは誕生したその年に亡くなったため、アルテンブルク公爵家はマリーの従弟エルンスト2世が継いだ。
1873年4月9日にベルリンにおいて、17歳年上のプロイセン王子アルブレヒトと結婚した。アルブレヒトは若くして結婚した自分の両親が不幸な結婚生活の末に離婚したこともあり、36歳になるまで独身を通していた。アルブレヒトは1885年にブラウンシュヴァイク公国の摂政に就任した。ブラウンシュヴァイク公位の本来の継承者はマリーの従兄であるハノーファー元王太子エルンスト・アウグスト（2世）だったが、ドイツ帝国宰相オットー・フォン・ビスマルクはエルンスト・アウグストの公爵位継承を認めず、アルブレヒトを摂政に任命したのだった。
マリーは1898年に夫の領地であるニーダーシュレージエンのカーメンツ城（現在のポーランド領カミェニェツ＝ゾンプコヴィツキ）で亡くなり、カーメンツ城庭園内に設けられた霊廟に葬られた。この霊廟は第2次世界大戦後に掠奪・破壊されたため、マリーの遺骸は庭園内の別の場所に移された。

## 子女
夫のアルブレヒトとの間に3人の息子をもうけた。
- ヴィルヘルム・エルンスト・アレクサンダー・フリードリヒ・ハインリヒ・アルブレヒト（1874年 – 1940年）
- ヴィルヘルム・フリードリヒ・カール・エルンスト・ヨアヒム・アルブレヒト（1876年 – 1939年）
- フリードリヒ・ヴィルヘルム・ヴィクトル・カール・エルンスト・アレクサンダー・ハインリヒ（1880年 – 1925年）